# Ludolf Erich von Lersner
Ludolf Erich von Lersner (* 8. Januar 1713 in Frankfurt am Main; † 30. Januar 1773 in Slagelse) war ein königlich dänischer Generalmajor und zuletzt Chef des Jütländischen Kürassier-Regiments.
Er entstammt dem Frankfurter Patrizier Geschlecht Lersner. Seine Eltern waren Friedrich Maximilian von Lersner (1671–1739) und dessen Ehefrau Susanne Cathrine Baur von Eysseneck (1677–1741).
Er wurde am 31. Dezember 1734 Leutnant a. D. im Reiterregiment Friis. Am 30. September 1735 wirklicher Leutnant und am 6. September 1731 Rittmeister. Am 25. April 1746 erhielt er den Charakter eines Majors und wurde am 3. Januar 1748 Seconde-Major. Am 16. April 1755 wurde er Oberstleutnant der Kavallerie und am 24. September wirklicher Oberst und Chef des Reiterregiments. Am 31. Mai 1767 wurde das Regiment aufgelöst und Lersner wurde Chef des Jütländischen Kürassier-Regiments. Am 22. Juli 1769 wurde er noch Generalmajor und am 30. September 1771 erhielt er seinen Abschied.
Er starb unverheiratet am 30. Januar 1773 in Slagelse und wurde in der dortigen St. Petrikirche beigesetzt.